# 야카 메인
야카 메인(영어: Yaka mein)은 미국 루이지애나주 뉴올리언스에서 유래한 면 요리이다. 중국 요리인 뉴러우몐의 영향을 받았으며 쇠고기 육수로 맛을 내어 완숙한 달걀과 파를 곁들인다.

## 같이 보기
- 뉴러우몐
- 로우민